# Willem de Nassau-LaLecq
Willem de Nassau, chevalier de LaLecq, était un militaire hollandais. né en 1601 et mort à Groenlo le 18 août 1627.

## Biographie

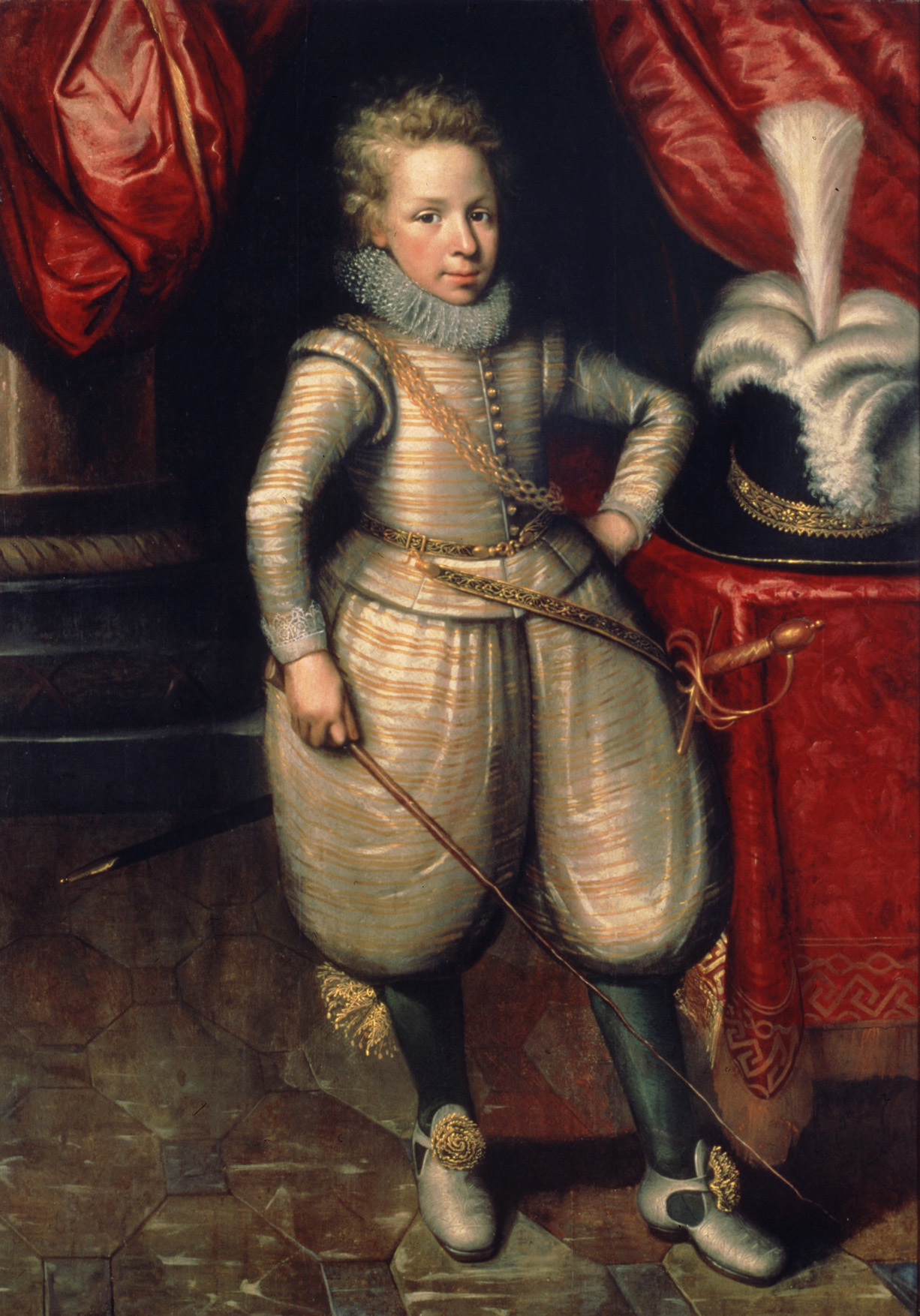
Willem de Nassau enfant

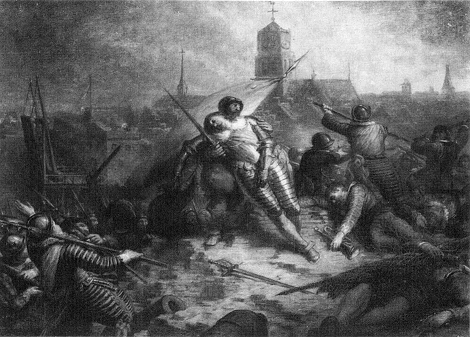
Mort de Nassau-LaLecq

Il est le fils naturel du stathouder Maurice de Nassau, prince d'Orange, et de sa maîtresse Margaretha van Mechelen (nl). Il est reconnu par son père avec le nom de Nassau-LaLecq.
Il suivit la carrière des armes et servit durant la Révolte des gueux.
Il est nommé lieutenant-admiraal de Hollande et de Frise occidentale à l'âge de vingt-quatre, en remplacement de Frédéric-Henri d'Orange-Nassau. Il a mené les navires hollandais qui ont participé à l'expédition de Cadix en 1625.
Il est mortellement blessé le 17 août 1627 au siège de Groenlo.

## Sources
- Leo van der Pas, « Willem van Nassau Heer van de Lek »